# Nancy Hanks (häst)
Nancy Hanks, född 1886 i USA, död 16 augusti 1915, var en obesegrad amerikansk standardhäst, uppkallad efter Abraham Lincolns mor. Hon var den första travaren i historien som lyckades springa en mile på tiden 2:05.

## Bakgrund
Nancy Hanks var ett brunt sto efter Happy Medium och under Nancy Lee (efter Dictator). Hon föddes upp av Hart Boswell och ägdes av John Malcolm Forbes. Hon föddes 1886 på vad som nu är känt som Poplar Hill Farm, nära Lexington, Kentucky. 
Den 28 september 1892 travade Nancy Hanks en mile på 2 minuter och 4 sekunder på Four Cornered Track i Terre Haute. Hon slog alla tidigare rekord, bland annat Sunols rekord på 2 minuter och 8,25 sekunder från 1891.
Under sin tävlingskarriär var Nancy Hanks obesegrad, trots att hon förlorade ett loppheat i sin första start. Hon valdes in i Harness Racing Museum & Hall of Fame 1955.

### Död
Nancy Hanks dog den 16 augusti 1915 vid 29 års ålder och ligger begravd på hästkyrkogården på Hamburg Place. En staty av henne skapades av skulptören Charles Cary Rumsey.
Ett passagerartåg från Atlanta till Savannah från 1947 till 1971 namngavs till hennes ära.